# أدريان بالمر
أدريان بالمر (بالإنجليزية: Adrian Palmer, 4th Baron Palmer)‏ (و. 1951 – م) هو سياسي، وفلاح، ونقابي، من المملكة المتحدة.

## التعليم
تعلم في جامعة إدنبرة، وكلية إيتون.